# 박병철 (축구인)
박병철(한국 한자: 朴炳澈, 1951년 11월 25일 ~ )은 대한민국의 전 축구 선수 및 축구 코치이다. 1970년대의 대한민국 축구 국가대표팀 중원의 핵심 선수로서 활약했었다.

## 유소년 시절
본래 운동에 소질이 있었지만 공부에도 소질이 있었던데가 집안의 장손이였기에 아버지의 반대로 인하여 중학생때까지 축구를 정식적으로 배우지 못 하였다. 하지만 부산상업고등학교 진학을 앞두고 본 시험에서 떨어졌고, 당시 부산상업고등학교는 흔히 '출세의 지름길'이라고도 불렸으며 집안에도 부산상업고등학교 출신 인물이 여럿 있었기에 어떻게든 부산상고에 들어가라는 아버지의 말씀에 의해 축구 특기생으로 부산상업고등학교에 입학하면서 본격적으로 축구를 배우게 되었다.

## 클럽 경력
고등학교 졸업 후 바로 은행팀들에서 스카우트 제의가 왔었지만 당시 잡안의 장손이기 때문에 무조건 대학을 가야한다는 집안의 권유로 인해 한양대학교 축구부에 입단한 후에이후 FC 서울의 전신인 럭키금성 황소에 입단하여 1984시즌 활약하였다. 대표팀 은회 이후에는 해외에 한 번 나가보고 싶다는 생각으로 잠시 홍콩무대에서 뛰었었다.

## 국가대표팀 경력
1973년 처음으로 U-20 대표팀에 소집된 이후 바로 성인 국가대표까지 발탁되었고 발탁된 이후로 계속해서 주전으로 활약했다. 또한 프리킥 등 대표팀의 전담키커 활약하기도 하였다. 이러한 활약으로 독일의 보루시아 베를린에서 스카우트 제의가 왔었지만 군문제로 인하여 계약이 성사되지는 못했다.

## 플레이 스타일
공격형 미드필더로 활약하였으며 정확도 높은 킥으로 인해 대표팀에서는 코너킥이나 프리킥, 페널티킥을 전담 하였다. 또한 왕성한 활동량과 힘, 슈팅 파워 역시 장점으로 뽑혔다. 이외에도 박병철 선수의 30m 이상의 롱 드로인은 대표팀의 중요 옵션이였다.